# Mario Visconti
Mario Visconti (Iquique, 1907-Génova, 1972) fue un deportista italiano que compitió en esgrima, especialista en la modalidad de espada. Ganó dos medallas de oro en el Campeonato Mundial de Esgrima en los años 1933 y 1937.

## Palmarés internacional
| Campeonato Mundial | Campeonato Mundial | Campeonato Mundial | Campeonato Mundial |
| Año                | Lugar              | Medalla            | Prueba             |
| ------------------ | ------------------ | ------------------ | ------------------ |
| 1933               | Budapest (Hungría) | Medalla de oro     | Espada por equipos |
| 1937               | París (Francia)    | Medalla de oro     | Espada por equipos |